# Bairiga
O Bairiga (chinês: 白日嘎, pinyin: Bái Rì Gä), ou Ruoni (chinês: 若尼峰, pinyin: Ruò Ní Fēng), é uma montanha no sudeste do Tibete. Tem 6882 m de altitude e 2444 m de proeminência topográfica. É o pico mais alto da cordilheira Kangri Garpo. Permanece como pico nunca escalado, e foi fotografado pela primeira vez em 1933 pelo explorador e botânico Frank Kingdon-Ward, sendo conhecido à época pelo nome Choembo. 